# 罗尼苏布瓦
罗尼苏布瓦（法語：Rosny-sous-Bois，法語發音：[ʁoni su bwa] ⓘ）是法国法兰西岛大区塞纳-圣但尼省的一个市镇，属于勒兰西区。

## 地理
罗尼苏布瓦（48°52'23"N, 2°29'7"E）面积5.91 平方千米，位于法国法蘭西島大區塞纳-圣但尼省，该省份为法国北部内陆省份，毗邻巴黎。
与罗尼苏布瓦接壤的市镇（或旧市镇、城区）包括：邦迪、蒙特勒伊、讷伊-普莱桑斯、努瓦西勒塞克、维勒蒙布勒、豐特奈蘇布瓦。

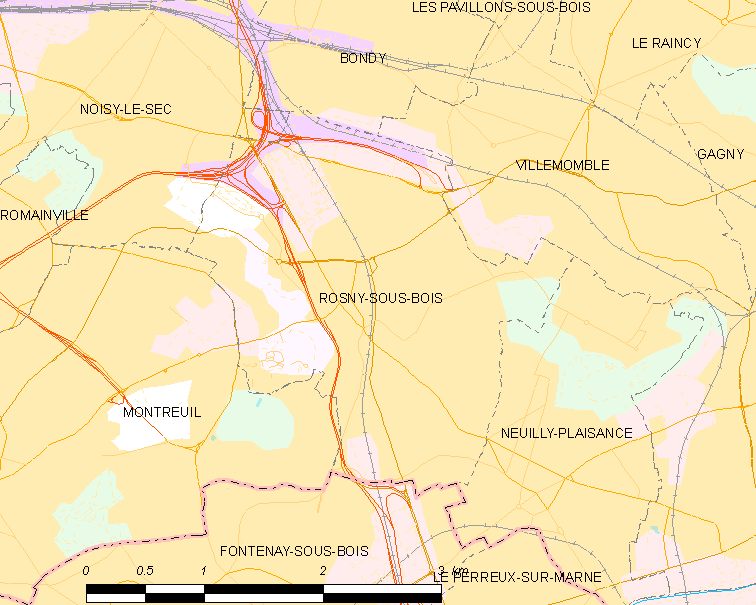
罗尼苏布瓦的OSM定位图

罗尼苏布瓦的时区为UTC+01:00、UTC+02:00（夏令时）。

## 行政
罗尼苏布瓦的邮政编码为93110，INSEE市镇编码为93064。

## 政治
罗尼苏布瓦所属的省级选区为蒙特勒伊第一县。

## 人口

1962-2008年间罗尼苏布瓦人口变化图示

罗尼苏布瓦于2022年1月1日时的人口数量为45947人。